# Levokumskoe
Levokumskoe (in russo Левокумское?) è un villaggio della Russia europea meridionale, situato nel Territorio di Stavropol'; è il centro amministrativo del distretto Levokumskij.
Si trova sulle rive del fiume Kuma tra le città di Budënnovsk e Neftekumsk, 263 km a sud-est di Stavropol'.